# チェコビーズ
チェコビーズ（Czech Beads）とは、チェコで作られたビーズの総称。

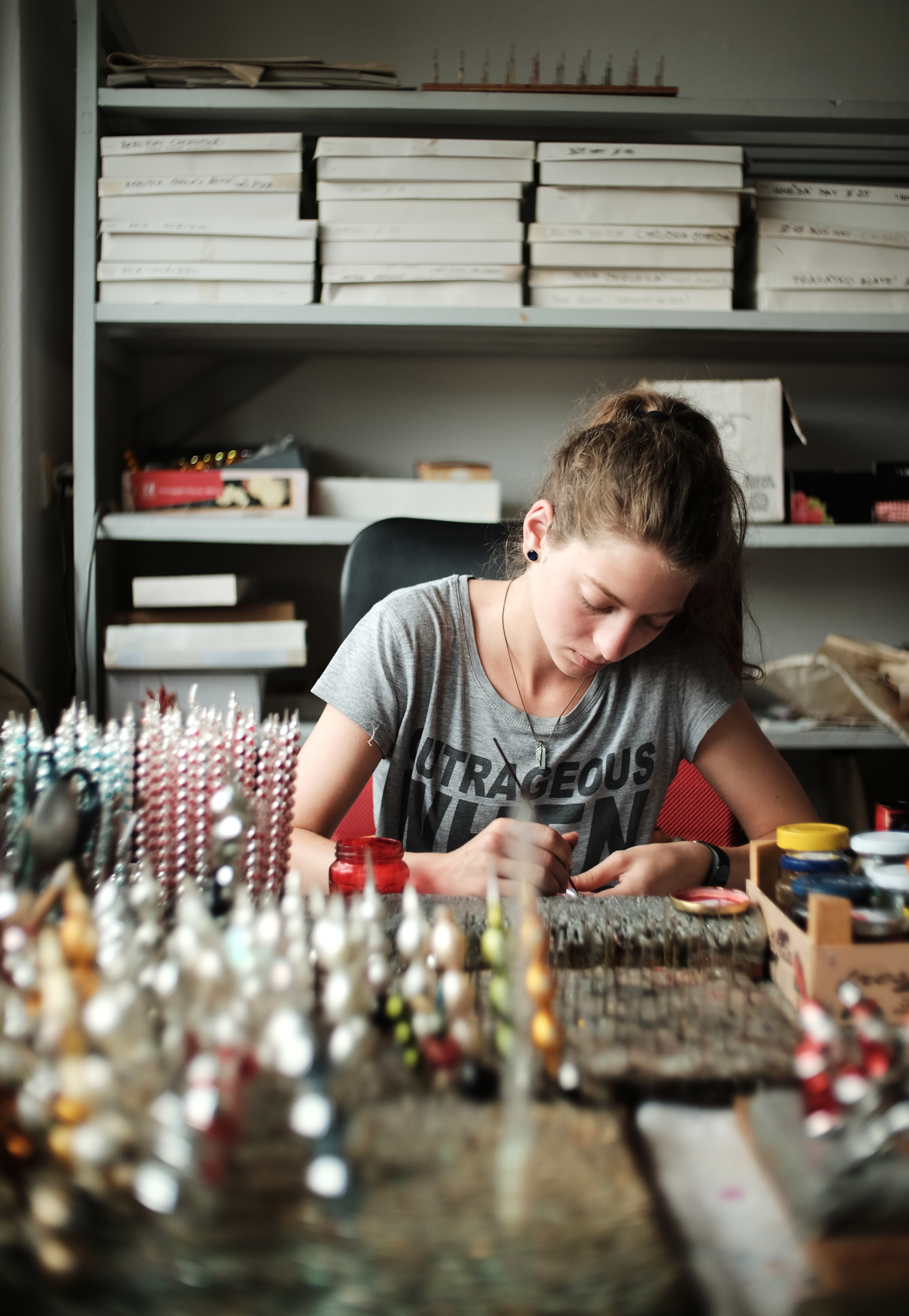
チェコビーズを制作する女性

ナツメ型にカッティングしたガラスを高温で焼成し、表面を軽く溶かしたファイアポリッシュ (FP) と呼ばれるビーズが有名。そのため、ファイアポリッシュを指して「チェコビーズ」と呼ぶ場合もあるが、ファイアポリッシュだけでなく、ランプワークビーズやシードビーズも生産されている。

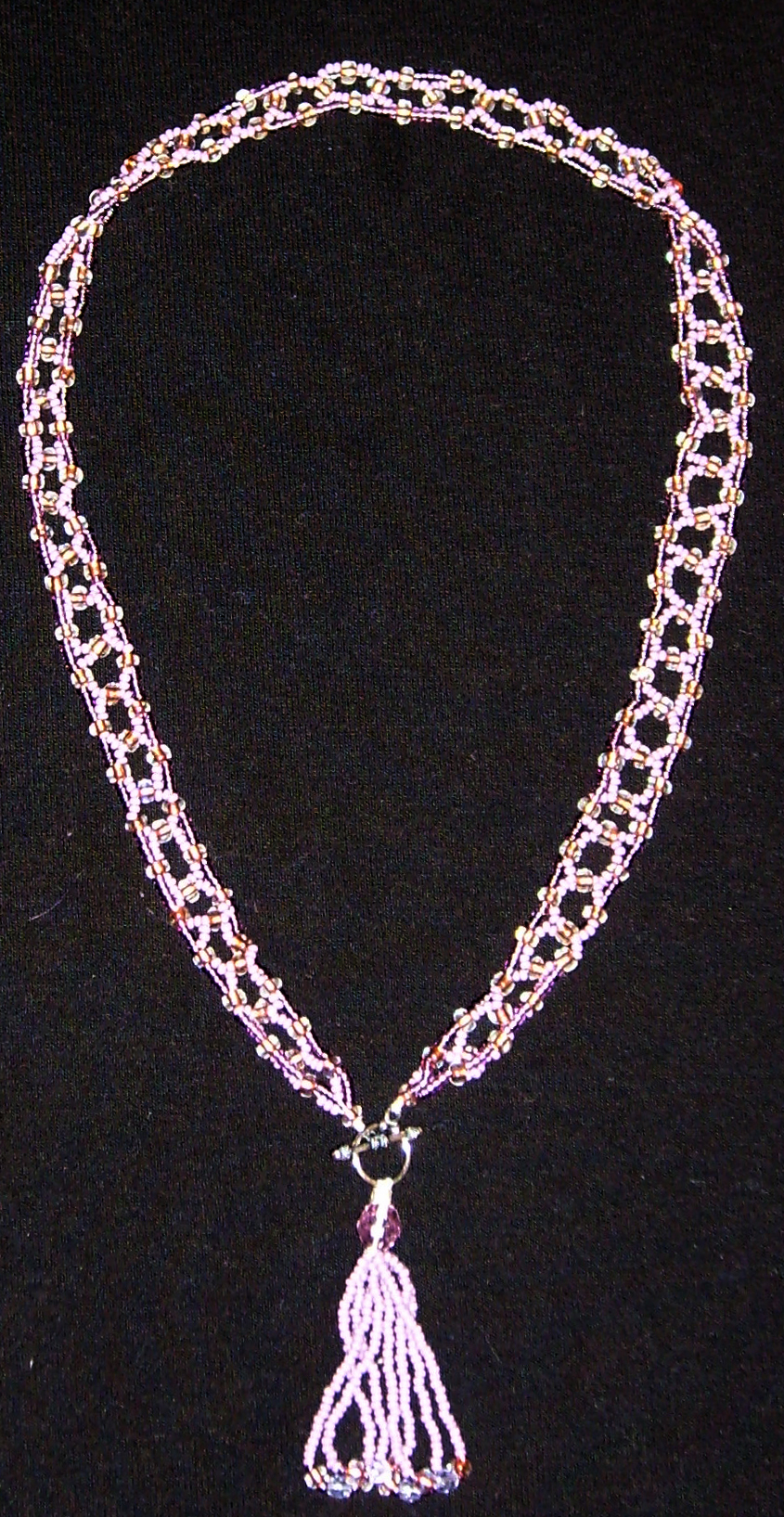
シードビーズ、チェコのカットガラスビーズ、スターリングシルバーから作られたネックレス

チェコはかつて共産主義体制を敷いており、ビーズメーカーが国の管理下にあった関係でメーカーごとの品質の差が少なく、生産されるビーズの種類や型番もほぼ共通している。